# 国道437号
国道437号（こくどう437ごう）は、愛媛県松山市から屋代島（周防大島）を経由して、山口県岩国市に至る一般国道である。

## 概要

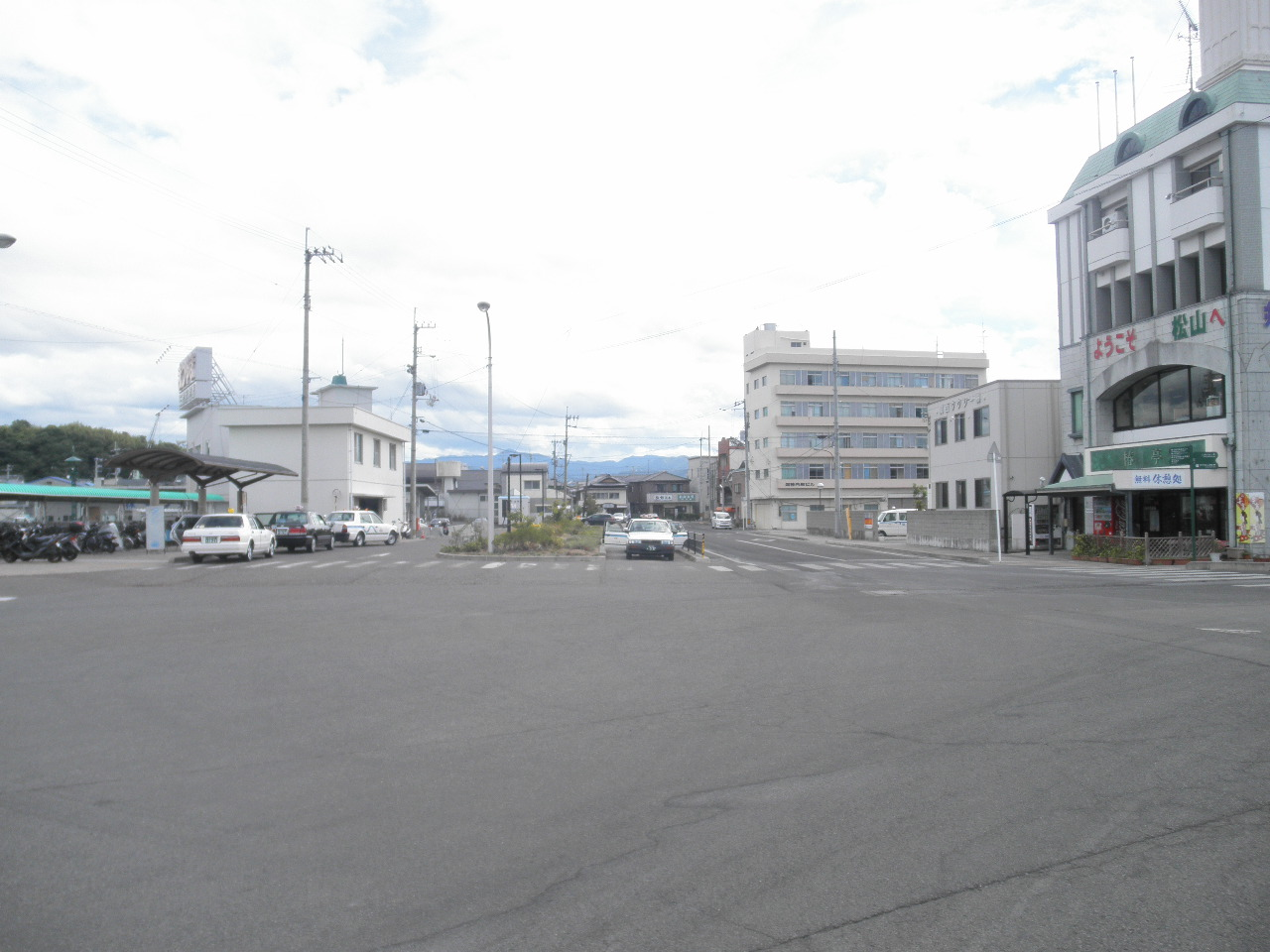
松山港付近
愛媛県松山市三津ふ頭で撮影

四国の松山港（松山市三津1丁目）から屋代島（周防大島）の伊保田港（山口県大島郡周防大島町伊保田）にかけては、防予フェリーのフェリー航路の一部が国道に相当する。また、同島から本州の柳井市にかけては、大島大橋が架橋されている。

### 路線データ
一般国道の路線を指定する政令に基づく起終点および重要な経過地は次のとおり。
- 起点：松山市（中央二丁目31番1号、中央2丁目交差点 = 愛媛県道19号松山港線上）
- 終点：山口県玖珂郡玖珂町[注釈 2]（八幡下交差点 = 国道2号交点）
- 重要な経過地：山口県大島郡東和町[注釈 3]、同県玖珂郡大畠町[注釈 4]、柳井市
- 総延長 : 87.5 km（山口県 62.0 km、愛媛県 25.5 km）未供用延長（海上区間）を含む。[2][注釈 5]
- 重用延長 : なし[2][注釈 5]
- 未供用延長 : 25.5 km（山口県 4.5 km、愛媛県 21.0 km）[2][注釈 5]
  - 未供用延長のうち海上区間 : 25.5 km（山口県 4.5 km、愛媛県 21.0 km）[2][注釈 5]
- 実延長 : 62.0 km（山口県 57.5 km、愛媛県 4.5 km）[2][注釈 5]
  - 現道 : 62.0 km（山口県 57.5 km、愛媛県 4.5 km）[2][注釈 5]
  - 旧道 : なし[2][注釈 5]
  - 新道 : なし[2][注釈 5]
- 指定区間：なし[3]

## 歴史
- 1982年（昭和57年）4月1日 - 一般国道437号（松山市 - 山口県玖珂郡玖珂町[注釈 2]）として指定[4]。

## 路線状況

### バイパス
- 山口県
  - 祖生バイパス（岩国市周東町祖生 - 同市玖珂町）

### 海上区間
愛媛県の松山港（三津浜港）と山口県の周防大島の伊保田港との間にある瀬戸内海に25.5 kmの海上区間があり、総延長の約3割を占める。この区間は、防予汽船→周防大島松山フェリーによるフェリー航路が就航する。
- 愛媛県
  - 松山市・松山港 - 山口県大島郡周防大島町・伊保田港

### 道路施設

#### 橋梁
- 愛媛県
  - 朝日橋（宮前川、松山市）
- 山口県
  - 大島大橋（大鼻瀬戸、大島郡周防大島町 - 柳井市）

周防大島と本州との間の海上に架かるライトグリーンの重厚なトラス橋。かつて有料道路であった[5]。
  - 新落合橋（島田川、岩国市周東町祖生） - 祖生バイパス区間
  - 丸小川橋（岩国市）
  - 朴川橋（朴川、岩国市）
  - 新笹見川橋（笹見川、岩国市）

#### トンネル
- 山口県
  - 大崎トンネル：延長140 m、1991年（平成3年）竣工、大島郡周防大島町
  - 弁天トンネル：延長207 m、1994年（平成6年）竣工、大島郡周防大島町
  - 岩尾の滝トンネル：延長245 m、1993年（平成5年）竣工、柳井市
  - 祖生トンネル：延長195 m、1997年（平成9年）竣工、岩国市

#### 道の駅
- 山口県
  - サザンセトとうわ（大島郡周防大島町）

## 地理

### 通過する自治体
- 愛媛県
  - 松山市
- 山口県
  - 大島郡周防大島町 - 柳井市 - 岩国市

### 交差する道路
| 交差する道路                                                  | 都道府県名 | 市町村名 | 市町村名   | 交差する場所       | 交差する場所           |
| ------------------------------------------------------------- | ---------- | -------- | ---------- | ------------------ | ---------------------- |
| 愛媛県道19号松山港線 重複区間起点                             | 愛媛県     | 松山市   | 松山市     | 中央2丁目          | 中央2丁目交差点 / 起点 |
| 愛媛県道184号和気衣山線                                       | 愛媛県     | 松山市   | 松山市     | 久万ノ台           | 久万ノ台交差点         |
| 愛媛県道19号松山港線 / バイパス                               | 愛媛県     | 松山市   | 松山市     | 古三津2丁目        |                        |
| 愛媛県道19号松山港線 重複区間終点 愛媛県道186号三津浜停車場線 | 愛媛県     | 松山市   | 松山市     | 祓川2丁目          |                        |
| 愛媛県道22号伊予松山港線                                      | 愛媛県     | 松山市   | 松山市     | 三津2丁目          |                        |
| 愛媛県道40号松山東部環状線                                    | 愛媛県     | 松山市   | 松山市     | 三津1丁目          |                        |
| 海上区間                                                      |            |          |            |                    |                        |
| 山口県道60号橘東和線 山口県道351号油田港線                    | 山口県     | 大島郡   | 周防大島町 | 大字伊保田         |                        |
| 大島広域農道 / 大島オレンジロード 重複区間起点                | 山口県     | 大島郡   | 周防大島町 | 大字和田           |                        |
| 大島広域農道 / 大島オレンジロード 重複区間終点                | 山口県     | 大島郡   | 周防大島町 | 大字内入           |                        |
| 山口県道60号橘東和線                                          | 山口県     | 大島郡   | 周防大島町 | 大字西方           |                        |
| 山口県道109号白木山線                                         | 山口県     | 大島郡   | 周防大島町 | 大字西方           |                        |
| 山口県道108号地家室白木港線                                   | 山口県     | 大島郡   | 周防大島町 | 大字西方           |                        |
| 山口県道4号大島環状線                                         | 山口県     | 大島郡   | 周防大島町 | 大字土居           | 土居交差点             |
| 山口県道101号嵩山久賀港線                                     | 山口県     | 大島郡   | 周防大島町 | 大字久賀           |                        |
| 山口県道106号文珠山公園線                                     | 山口県     | 大島郡   | 周防大島町 | 大字東三蒲         | 文珠山入口交差点       |
| 大島広域農道 / 大島オレンジロード                             | 山口県     | 大島郡   | 周防大島町 | 大字西三蒲         |                        |
| 山口県道104号飯の山公園線                                     | 山口県     | 大島郡   | 周防大島町 | 大字西三蒲         |                        |
| 山口県道4号大島環状線                                         | 山口県     | 大島郡   | 周防大島町 | 大字小松           | 大島大橋南詰交差点     |
| 山口県道151号伊陸大畠港線                                     | 山口県     | 柳井市   | 柳井市     | 神代（こうじろ）   |                        |
| 国道188号                                                     | 山口県     | 柳井市   | 柳井市     | 神代               | 大島大橋入口交差点     |
| 山口県道68号光日積線                                          | 山口県     | 柳井市   | 柳井市     | 日積               |                        |
| 山口県道141号祖生通津停車場線                                 | 山口県     | 岩国市   | 岩国市     | 周東町祖生（そお） |                        |
| 山口県道115号通津周東線 重複区間起点                          | 山口県     | 岩国市   | 岩国市     | 周東町祖生         |                        |
| 山口県道115号通津周東線 重複区間終点                          | 山口県     | 岩国市   | 岩国市     | 周東町祖生         | 新落合橋交差点         |
| 山口県道15号岩国玖珂線 山口県道115号通津周東線                | 山口県     | 岩国市   | 岩国市     | 玖珂町             |                        |
| 山口県道70号柳井玖珂線                                        | 山口県     | 岩国市   | 岩国市     | 玖珂町             |                        |
| 山口県道136号上久原藤生停車場線 山口県道144号光玖珂線         | 山口県     | 岩国市   | 岩国市     | 玖珂町             |                        |
| 国道2号                                                       | 山口県     | 岩国市   | 岩国市     | 玖珂町             | 八幡下交差点 / 終点    |

### 交差する鉄道
- 予讃線
- 伊予鉄道高浜線
- 山陽本線
- 岩徳線

### 沿線
- ふれあいどころ437（柳井市日積） : 都市農村交流施設「ふれあいどころ437」として2013年（平成25年）4月12日10時に開業、旧柳井市立大里小学校跡地に柳井市が総工費約3億1千万円をかけ、木造平屋建ての本館（約1,044 m2）と体験交流施設（約434 m2）の他、トイレ棟や芝生広場を備えた中庭等を整備[7][8]。